# 栄町駅 (札幌市)
栄町駅（さかえまちえき）は、北海道札幌市東区北41条東15丁目にある、札幌市営地下鉄東豊線の駅。東豊線の起点でもある。駅番号はH01。日本最北端の地下鉄駅である。

## 歴史
- 1988年（昭和63年）12月2日：栄町駅 - 豊水すすきの駅間開業に伴い、設置[1][2]
- 2016年（平成28年）8月13日：可動式ホーム柵が稼働開始

## 駅構造
1面2線の島式ホームである。南側には両渡り転轍機、北側には8両編成を2編成留置できる留置線が3本あるほか、一番東側の線路は車両故障などで西車両基地へ回送できない場合に備え、検査ピットやタイヤ交換設備を有する「栄町検車線」となっている。原則として列車は2番ホームに到着後北側の留置線へ引上げ、折り返し1番ホームへ入線する。但し夜間留置の関係上、福住行きの始発から2本目の列車は2番ホームから発車し、栄町行きの最終列車は1番ホームに到着する。
出口は4ヶ所あり、地上へのエレベーターは2番出口に設置されている。
1992年（平成4年）、駅構内に「メトロ文庫」が設置され、本を借りたり寄贈することが出来るようになった。このような「メトロ文庫」は、札幌市営地下鉄で初の設置となった。

### のりば
| ホーム | 路線   | 行先                     | 備考       |
| ------ | ------ | ------------------------ | ---------- |
| 1      | 東豊線 | さっぽろ・大通・福住方面 | 主に乗車用 |
| 2      | 東豊線 | さっぽろ・大通・福住方面 | 主に降車用 |

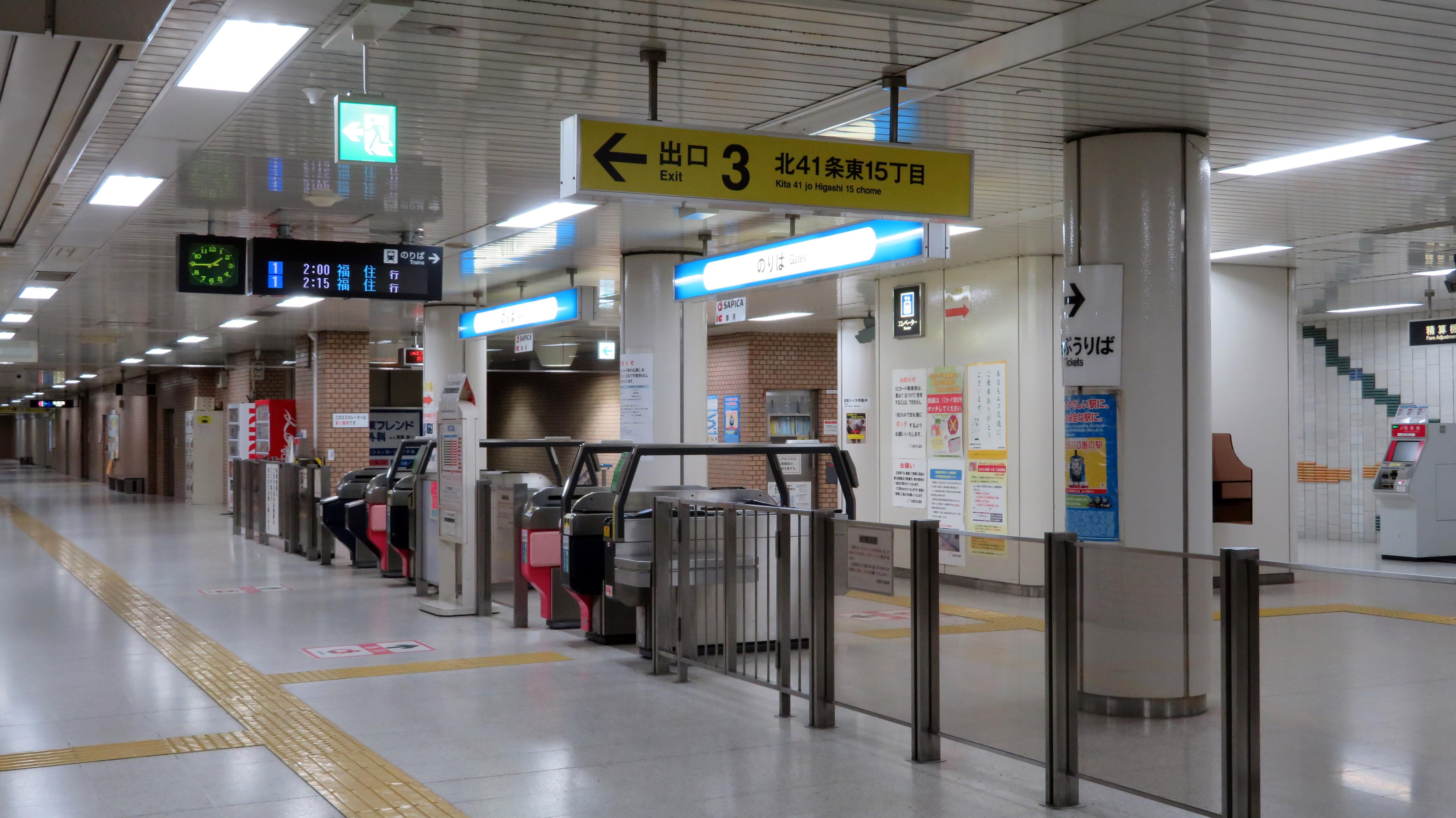
改札口
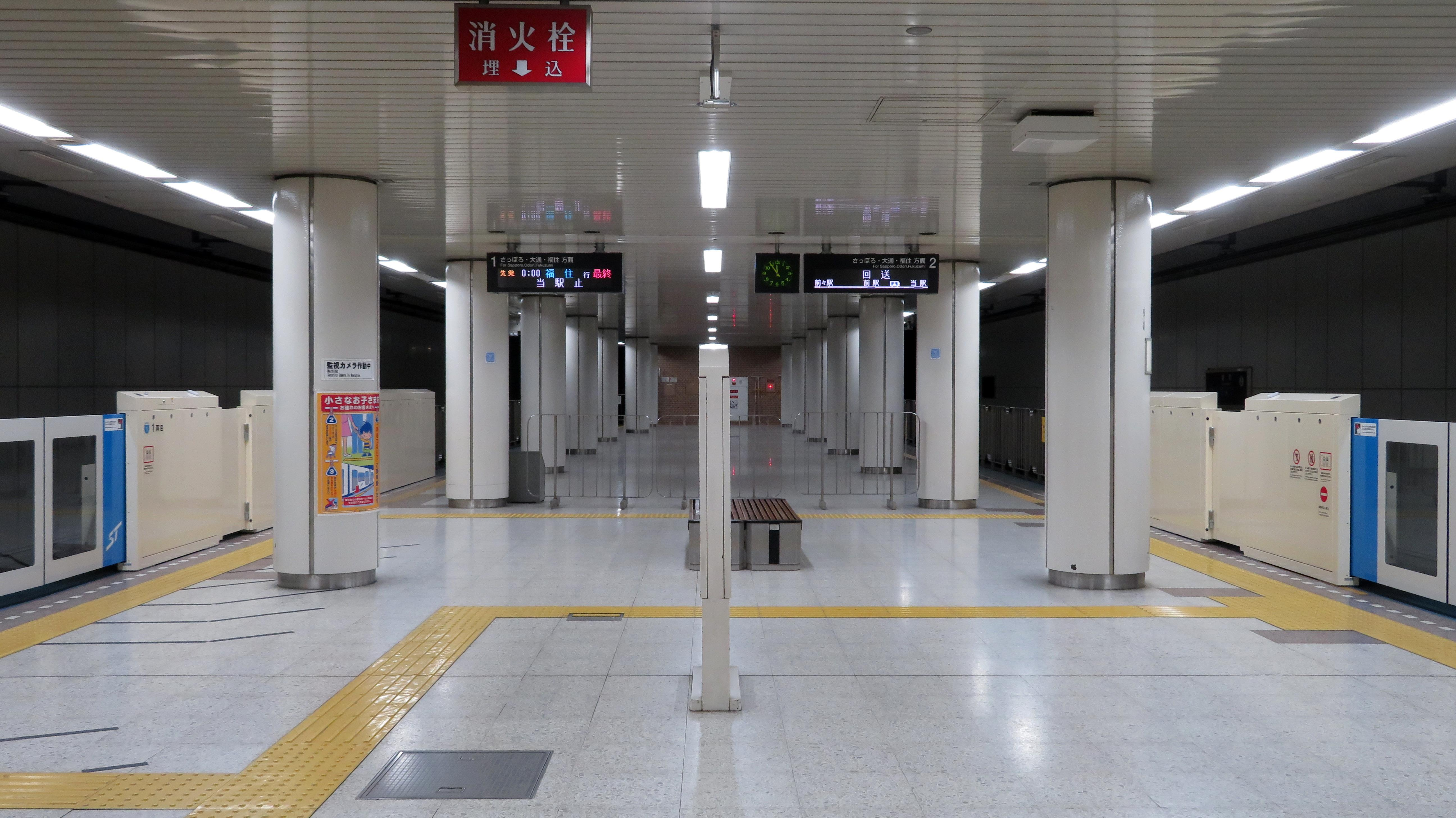
ホーム
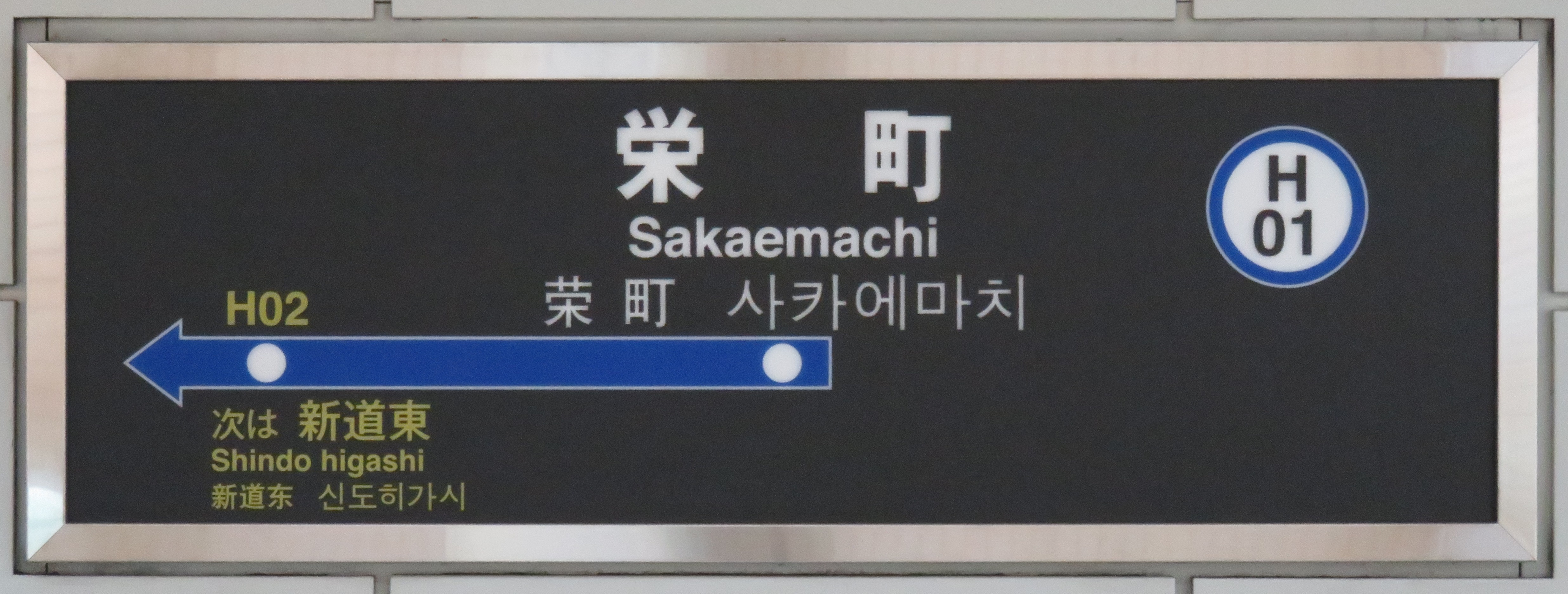
駅名標

## 利用状況
札幌市交通局によると、2020年度の1日平均乗車人員は6,070人である。
近年の1日平均乗車人員の推移は以下のとおりである。
| 年度               | 1日平均 乗車人員 | 出典  |
| ------------------ | ---------------- | ----- |
| 1995年（平成07年） | 6,599            | [ 5 ] |
| 1996年（平成08年） | 6,488            | [ 5 ] |
| 1997年（平成09年） | 6,461            | [ 5 ] |
| 1998年（平成10年） | 6,399            | [ 5 ] |
| 1999年（平成11年） | 6,518            | [ 5 ] |
| 2000年（平成12年） | 6,628            | [ 5 ] |
| 2001年（平成13年） | 6,770            | [ 5 ] |
| 2002年（平成14年） | 6,801            | [ 5 ] |
| 2003年（平成15年） | 6,779            | [ 5 ] |
| 2004年（平成16年） | 6,872            | [ 5 ] |
| 2005年（平成17年） | 7,033            | [ 5 ] |
| 2006年（平成18年） | 7,176            | [ 5 ] |
| 2007年（平成19年） | 7,156            | [ 5 ] |
| 2008年（平成20年） | 7,194            | [ 5 ] |
| 2009年（平成21年） | 7,117            | [ 6 ] |
| 2010年（平成22年） | 7,287            | [ 6 ] |
| 2011年（平成23年） | 7,336            | [ 7 ] |
| 2012年（平成24年） | 7,618            | [ 7 ] |
| 2013年（平成25年） | 7,939            | [ 7 ] |
| 2014年（平成26年） | 8,218            | [ 7 ] |
| 2015年（平成27年） | 8,327            | [ 7 ] |
| 2016年（平成28年） | 8,561            | [ 7 ] |
| 2017年（平成29年） | 8,428            | [ 7 ] |
| 2018年（平成30年） | 8,322            | [ 7 ] |
| 2019年（令和元年） | 8,184            | [ 7 ] |
| 2020年（令和02年） | 6,070            | [ 7 ] |
| 2021年（令和03年） | 6,696            | [ 7 ] |
| 2022年（令和04年） | 7,432            | [ 7 ] |

## 駅周辺
南北に伸びる「東15丁目・屯田通」と東西に伸びる「丘珠空港通」に沿ってマンションのほか、スーパーやコンビニエンスストア、娯楽施設、飲食店、金融機関、医療機関が軒を連ねる。一方、路地へ入ると閑静な住宅地が広がっている。
- 東警察署栄東交番[3]
- 札幌北四十三条郵便局[3]
- 北門信用金庫栄町支店[3]
- 旭川信用金庫栄町支店[3]
- 北洋銀行栄町支店[3]
- 北海道銀行栄町支店[3]
- イオン札幌栄町店
- 札幌コミュニティドーム（つどーむ）[3]
- 陸上自衛隊丘珠駐屯地[3]
- 丘珠空港[3]
- ひのまる公園[3]
- 札幌市立栄小学校[3]
- ドン・キホーテ北42条店

## バス路線

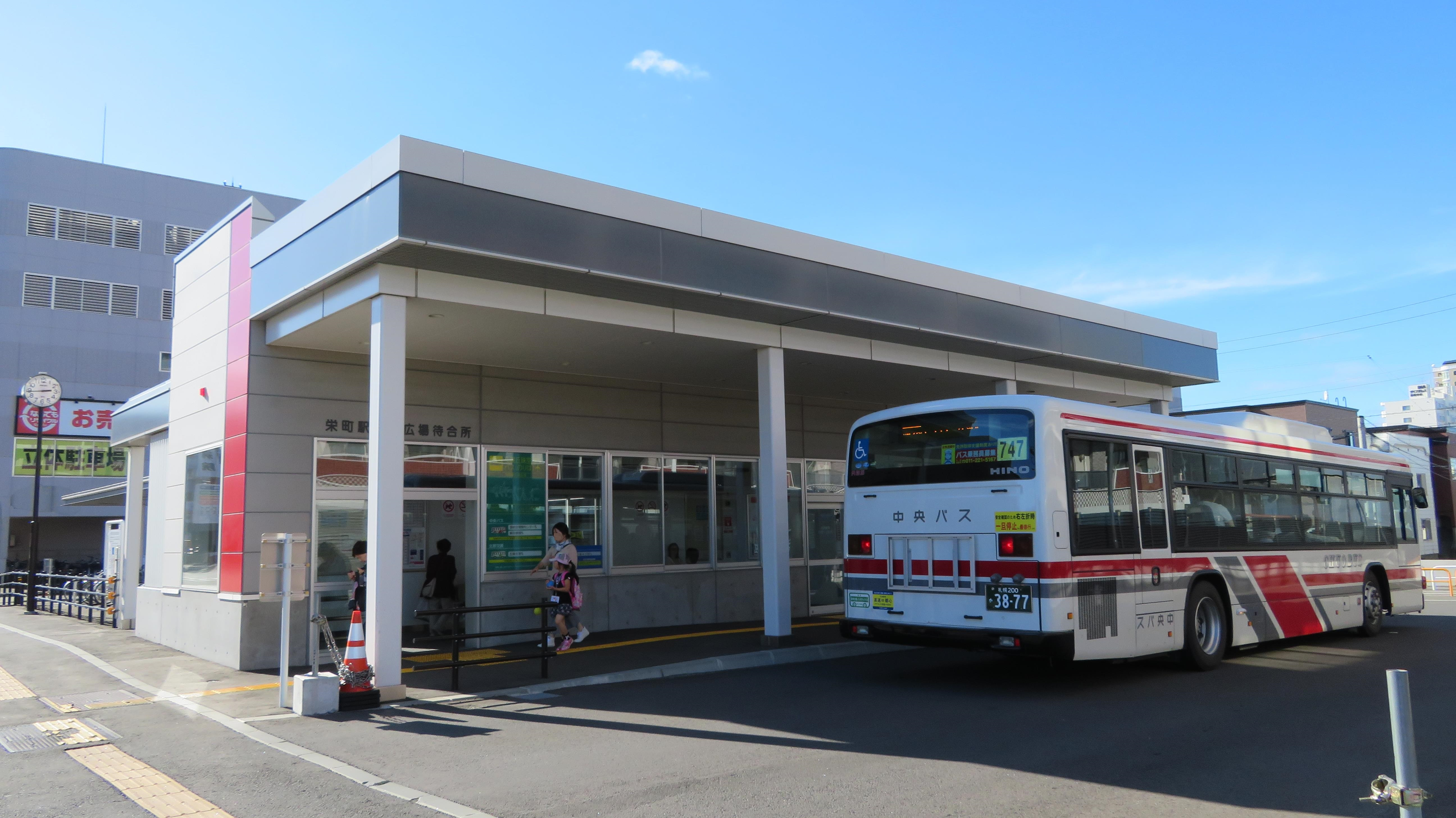
栄町駅交通広場

開業以来、終端駅でありながら、長らくバスターミナルやバス発着場が設置されていなかったが、2014年12月1日より「栄町駅交通広場」が開設された。このほか、出入口付近の路上4箇所に設けられた停留所からも路線バスが発着している。隣接するイオン札幌栄町店の催事スペースには、仮設のバス待合所が設置されている。
かねてより周辺住民などからバスターミナル設置などの交通広場整備案が出されていたが、札幌市では2010年（平成22年）度に都市計画決定を行い、バスターミナル機能を含む「多目的交通広場」として段階的に整備を進める予定とされた。その後、バスレーンに駐輪場と待合室を併設した「栄町駅交通広場」として工事に着手、2014年（平成26年）12月1日より供用開始。路上停留所の一部（丘珠空港方面）が移動された。
2024年（令和6年）12月の平日1日あたり、スクールバス等の非公示便を除く発着便数は、交通広場・路上停留所を合わせて214便。
2025年（令和7年）4月1日現在。5番のりば（4番出入口側）は札幌ターミナル行廃止により降車専用となっている。丘珠空港連絡バスのみ北都交通、その他は北海道中央バス。北海道中央バス路線の詳細は、麻25・栄20・栄23は札幌北営業所、麻26は札幌東営業所、栄19は石狩営業所を参照。
1番のりば（1番出入口側）
- 麻25 東16丁目線：篠路小学校行

2番のりば（2番出入口側）
- 栄20・栄23 栄町教育大線：あいの里4条1丁目行

3番のりば（3番出入口側）
- 麻25・麻26：麻生駅（麻生バスターミナル）行

4番のりば（栄町駅交通広場）
- 栄19 栄町花川線：石狩庁舎前行
- 麻26 麻生東苗穂線：豊畑行・モエレ沼公園行 ※モエレ沼公園行は夏季間のみ運行
- 丘珠空港連絡バス：丘珠空港行

## その他
- 駅スタンプは栄町駅のイニシャルSの中につどーむが描かれている[15]。
- 日本の公営鉄道の駅としては最も北に位置する駅であり、地下駅としても日本最北にあたる。
- 毎年2月のさっぽろ雪まつり開催期間中は、路上停留所からつどーむ会場までのシャトルバスが運行される。

## 隣の駅
札幌市営地下鉄
 東豊線
栄町駅 (H01) - 新道東駅 (H02)